# Quake
Quake é um jogo de computador de tiro em primeira pessoa, criado pela Id Software e lançado em 1996. Devido à sua popularidade, ele se tornaria o primeiro jogo da série Quake, tendo sido bem recebido pelo público e crítica, levando às continuações Quake II, Quake III Arena, Quake 4 e Enemy Territory: Quake Wars, com a série Quake vendendo 4 milhões de cópias.
O jogo tem modo tanto individual, com 28 fases divididas em 4 episódios, como "multiplayer", tanto em uma rede local como na internet, com conexões IPX, TCP/IP e Modem. Porém, as atualizações que se dispuseram ao longo do tempo só priorizaram o modo TCP/IP.
Quake ficou famoso por ser o primeiro jogo com todos os gráficos modelados em 3D, visto que outros jogos de tiro utilizavam imagens em 2D e não possuíam total tridimensionalidade (faltavam salas posicionadas uma sobre a outra e olhar para cima e para baixo, por exemplo). Isso se deve a um motor de jogo programado por John Carmack com a ajuda do redator técnico Michael Abrash (que ajudou a renderização a ser efetuada rapidamente).
A trilha sonora é composta de músicas ambientes sombrias criadas por Trent Reznor, o homem responsável pela banda de rock industrial Nine Inch Nails. Existem diversas referências ao compositor dentro do jogo, como a "Arma de Pregos" (Nail Gun), cuja caixa de munição é ilustrado com o logo do grupo musical (NIN).
O código fonte do jogo foi liberado pela Id, sendo possível, portanto, encontrar na Internet diversas modificações do jogo.

## Jogabilidade
No modo single player, jogadores exploram níveis em busca da saída, enfrentando monstros e buscando áreas secretas. Às vezes precisa-se apertar botões e encontrar chaves para abrir portas. Se o jogador morrer volta ao começo da fase, mas pode-se salvar em qualquer ponto.
Em cada episódio deve-se coletar uma runa mágica, sendo as quatro Magia Terrestre (Earth Magic, "Dimension of the Doomed"), Magia Negra (Black Magic, "Realm of Black Magic"), Magia Infernal (Hell Magic, "Netherworld"), e Magia Antiga (Elder Magic, "Elder World"). Após vencer um episódio, o jogador volta à primeira fase, onde pode entrar no próximo, porém sem nenhum dos itens de jogo coletados anteriormente. Após vencer os quatro e conseguir todas as runas, o chão da primeira fase abre-se revelando a entrada para a fase final.
Há três dificuldades, fácil, médio e difícil. Uma quarta, "Pesadelo" (descrita no manual como "tão ruim que foi escondida para pessoas não andarem nela por acidente"), conseguida caindo na água antes da entrada do Episódio 4 e pulando em uma passagem secreta, ou através do comando "skill 3" via console.

## Multiplayer
O aplicativo utilizado para jogar em modo multiplayer divide-se em "Quake Original" e "Quake World". Este segundo foi criado para suprir uma falha do original em partidas via Internet, onde ocorre perda de pacotes: é a ocorrência do popular Lag. Esclarece-se que o QuakeWorld não é um novo jogo, mas apenas um aplicativo auxiliar para melhora no desempenho quando jogado pela Internet. No entanto, o advento desta melhoria separou as comunidades jogadoras, que já estavam acostumadas apenas ao "original". Além disso, possibilitou a criação de novas vertentes, como o Team Fortress e o Rocket Arena.
A diferença entre estes dois aplicativos está na criação de novos servidores, exclusivos ao aplicativo "Quake World", o que ocasionou a separação citada. Exemplo: se um servidor foi criado em Quake Original, não será possível um jogador que esteja utilizando Quake World acessar este servidor e vice-versa, contudo atualmente existem clientes híbridos como é o caso do FTE, que pode conectar tanto em servidores Normais quanto em Servidores de Quake World.

## Pacotes de expansão
Foram lançados dois pacotes de expansão oficiais para o jogo. Ambos, adicionam novas armas, mapas e monstros, enquanto a atmosfera gótica continua a mesma. Foi lançado também um terceiro e último pacote de expansão não-oficial, intitulado "Final Mission: Abyss of Pandemonium", desenvolvido pela Impel Development Team.
Quake Mission Pack 1: Scourge of Armagon é o primeiro pacote de expansão oficial para o jogo, lançado em 28 de Fevereiro de 1997. Foi desenvolvido pela Hipnotic Interactive. Adiciona 15 novas missões para o modo single-player, um novo mapa para o modo multiplayer e características para o gameplay, não inclusas no jogo original, como estruturas rotacionáveis e a possibilidade de quebrar algumas das paredes. Novos inimigos, como o Centroids, um grande escorpião cibernético que faz o uso de uma nailgun(pistola de pregos), o Gremlin, um pequeno duende que rouba as armas do protagonista e se alimenta do corpo inimigo, e por fim, Spike Mines, globos flutuantes que explodem quando o jogador chega muito próximo. Novas armas incluindo, Mjolnir, um grande martelo elétrico, um canhão laser(laser cannon), e por fim o "Proximity Mine Launcher", que atira granadas que ficam estáticas em um local, e automaticamente explodem quando o inimigo está muito perto.
O enredo do jogo, apresenta Armagon, um general das forças Quake, que está planejando invadir a terra, via um portal nomeado "rift". Armagon é descrito como um grande gremlin, com pernas cibernéticas e que faz o uso de Lança-Foguetes.
Quake Mission Pack 2: Dissolution of Eternity é o segundo pacote de expansão oficial, lançado no dia 31 de Março de 1997. Adiciona 16 novas missões para o modo single-player e diversos novos inimigos. Dentre os monstros, temos a Enguia Elétrica, Cavaleiro Fantasma, Ogro de Granadas múltiplas, Micélio do Inferno, Guardiões, Wrath (Mortos-Vivos flutuantes), Guardiões (antigos guerreiros ressuscitados), Múmias e estátuas de vários inimigos que ganham vida. Adiciona também, novos tipos de munições para as armas, sendo uma destas novas munições, a "Cluster Grenades" que ao soltar uma única granada com o Lança-Granadas, essa granada é multiplicada por várias.

## Plataformas
Sega Saturn: Foi o primeiro port oficial de Quake lançado para o Sega Saturn em 2 de dezembro de 1997 nos Estados Unidos, Foi desenvolvido pela Lobotomy Software usando motor de jogo SlaveDriver que foi usado no jogo PowerSlave ao invés do motor Quake engine. Todos os mapas foram refeitos para a versão Sega Saturn exceto os quatro mapas secretos exclusivos desta versão, vários extras foram incluídos nesta versão como uma historia em quadrinhos chamada Dank & Scuz. Não tem a possibilidade de jogar no modo Multijogador nesta versão. As musicas são da versão para PC
Nintendo 64: Foi o segundo port oficial de Quake lançado para o Nintendo 64 esta versão também e conhecida como Quake 64, foi desenvolvido pela Midway Games mesma que fez a versão de Doom conhecida como Doom 64, ao contrario da versão para Sega Saturn essa versão usa o motor de jogo Quake Engine que deixa esta versão mais parecida com a original. As musicas dessa versão foram compostas pelo compositor Aubrey Hodges que também compôs as musicas do Doom 64 mais o estilo e o mesmo da versão original (Ambiente), alguns mapas da versão para PC foram removidos desta versão reduzindo número para 25 mapas. Algumas características desta versão são Luzes Coloridas entre os mapas, Multijogador para 2 jogadores, um mapa exclusivo para o modo Deathmatch, suporte para o save games usando o controller pack do Nintendo 64. Uma versão de Quake II para o Nintendo 64 também foi lançada tempo depois com novos mapas e modo multijogador melhorado.
Zeebo: Quake também foi lançado para o console brasileiro Zeebo, com tradução para o português. Esta versão é a mais próxima da original para PC, mas não possui modo Multijogador nem trilha sonora. Uma versão de Quake II para o Zeebo também foi lançada ao mesmo tempo desta versão com vozes e textos em Português do Brasil e música da versão para PC. Quake e Quake II foram removidos da Zeebo Store.